# King’s Quest III: To Heir Is Human
King’s Quest III: To Heir Is Human ist der dritte Teil der von Sierra Entertainment (früher Sierra On-Line) geschaffenen Computerspielserie King’s Quest. Es war das erste Spiel dieser Serie, in der König Graham nicht die Spielfigur darstellt. Dies ist noch in fünf weiteren der insgesamt acht Folgen der Fall.
Dank ScummVM kann King’s Quest III auf vielen weiteren Betriebssystemen gespielt werden, darunter Linux, macOS und Windows 10.

## Handlung
King’s Quest III spielt nicht wie die beiden ersten Spiele der Serie in Daventry, sondern im Lande Llewdor, wo ein Junge namens Gwydion von einem alten Magier namens Manannan gefangen gehalten wird. Gwydion wurde einst aus Daventry entführt, als er noch ein kleiner Junge war. Er muss sich um das Haus und das Wohlergehen des Magiers kümmern, putzen, kochen und die Tiere versorgen. Dabei entdeckt der Junge schließlich einen geheimen Raum, in dem der Zauberer seine magischen Zutaten aufbewahrt und sich außerdem ein Buch mit Zauberformeln befindet. Diesen Raum kann man nur betreten, wenn Manannan das Haus für eine Weile verlassen hat. Alle magischen Gegenstände die Gwydion an sich nimmt, muss er in seinem Zimmer verstecken, bevor dieser zurückkehrt. Mit Hilfe einer magischen Karte kann der Spieler sich an alle Orte teleportieren, die ihm bereits bekannt sind. Auch dies jedoch nur, solange der Zauberer schläft oder außer Haus ist. Erst wenn es dem Jungen gelingt, Manannan in eine Katze zu verwandeln ist er frei und kann nach Daventry zurückkehren. Es stellt sich heraus, dass der Junge Gwydion in Wahrheit Alexander, der vermisste Sohn von König Graham und Königin Valanice ist.

## Spielprinzip und Technik
Das Spiel verfügt über einen einfachen Kopierschutz; man kann ihn nur richtig beantworten, wenn man die Seitenzahlen in Manannans Buch mit den einzelnen Zaubersprüchen kennt.

## Entwicklungs- und Veröffentlichungsgeschichte
Der Titel dieser Folge ist ein Wortspiel aus dem Sprichwort To Err is Human (dt.: Irren ist menschlich). Die Wörter heir (Erbe) und err (irren) klingen in einigen englischen Akzenten ähnlich.

## Rezeption
Das deutsche Spielemagazin ASM kritisierte die formelle Nähe zu den beiden Vorgängerspielen – King’s Quest III sei in seiner Machart „identisch“, selbst die grafische Darstellung der Spielwelt weise Ähnlichkeiten auf. Im Positiven komme man sich „teilweise wie der Hauptakteur in einem Zeichentrickfilm vor“, jedoch seien die Grafiken „viel zu grob“ und der Parser stark eingeschränkt. In Summe scheitere das Spiel daran, keine Neuigkeiten gegenüber den Vorgängern zu bieten.